# Daniel García García
Daniel García García, noto semplicemente come Dani García (Mataró, 30 gennaio 1998), è un cestista spagnolo.

## Palmarès
- Liga catalana: 1

Manresa: 2021